# Pantherophis emoryi
Espèce
Synonymes
- Scotophis emoryi Baird & Girard, 1853
- Elaphe guttata emoryi (Baird & Girard, 1853)
- Scotophis calligaster Kennicott, 1859
- Coluber rhinomegas Cope, 1860
- Coluber laetus Boulenger, 1894
- Elaphe laeta intermontanus Woodbury & Woodbury, 1942
- Elaphe guttata meahllmorum Smith, Chiszar, Staley & Tepedelen, 1994
- Pantherophis emoryi meahllmorum (Smith, Chiszar, Staley & Tepedelen, 1994)

Statut de conservation UICN

 LC  : Préoccupation mineure
Pantherophis emoryi, le Serpent ratier des plaines, est une espèce de serpents de la famille des Colubridae.

## Répartition
Cette espèce se rencontre :
- aux États-Unis en Illinois, au Missouri, en Arkansas, au Nebraska, au Kansas, au Colorado, en Utah, au Nouveau-Mexique, en Oklahoma et au Texas ;
- au Mexique au Tamaulipas, au Nuevo León, au Coahuila, au Durango, au Chihuahua, au San Luis Potosí, au Querétaro et au Veracruz.

## Description
C'est un serpent terricole et arboricole occasionnel à l'activité crépusculaire.
Il se nourrit d'oiseaux, de reptiles et de rongeurs.
Il mesure adulte de 70 à 150 cm selon les sous-espèces.

## Reproduction
La maturité sexuelle est atteinte entre 12 et 24 mois, la gestation dure de 40 à 60 jours pour un nombre d'œufs de 10 à 20 avec une incubation qui dure environ 60 jours à 28 °C.

## Taxinomie
Cette espèce a longtemps été considérée comme une sous-espèce de Pantherophis guttatus avec laquelle elle peut s'hybrider en captivité, donnant alors des hybrides fertiles,.

## Étymologie
Le nom de l'espèce est un hommage au Brigadier Général William Hemsley Emory, qui supervisait en 1852 l'équipe de recherche qui collecta quelques spécimens pour le Smithsonian Institute.

## Publications originales
- Baird & Girard, 1853 : Catalogue of North American Reptiles in the Museum of the Smithsonian Institution. Part 1.-Serpents. Smithsonian Institution, Washington, p. 1-172 (texte intégral).
- Smith, Chiszar, Staley & Tepedelen, 1994 : Populational relationships in the corn snake Elaphe guttata (Reptilia: Serpentes). Texas Journal of Science, vol. 46, no 3, p. 259-292.